# Walisische Badmintonmeisterschaft 1964
Die Walisische Badmintonmeisterschaft 1964 fand in Deganwy statt. Es war die 13. Austragung der nationalen Titelkämpfe im Badminton in Wales.

## Titelträger
| Disziplin    | Sieger                          |
| ------------ | ------------------------------- |
| Herreneinzel | Peter Seaman                    |
| Dameneinzel  | Angela Davies                   |
| Herrendoppel | Peter Seaman Howard R. Jennings |
| Damendoppel  | J. Stewart Betty Fisher         |
| Mixed        | Peter Seaman M. Withers         |